# Michael Wallace Banach
Michael Wallace Banach (Worcester, 19 de novembro de 1962) é um diplomata e prelado norte-americano da Igreja Católica, núncio apostólico para a Hungria.

## Biografia
Licenciado em Direito Canónico, recebeu a ordem do diaconato em 14 de abril de 1988, na Diocese de Worcester, pelas mãos de William Wakefield Baum, Penitenciário-mor emérito e arcebispo emérito de Washington e foi ordenado padre a 2 de julho na Diocese de Worcester, pelo bispo Timothy Joseph Harrington.
Entrou no serviço diplomático da Santa Sé a 1 de julho de 1994, trabalhando como representante pontifício na Bolívia e na Nigéria e na Secção para as Relações com os Estados da Secretaria de Estado do Vaticano.
Entre os anos de 2007 e 2013 foi observador permanente na Organização das Nações Unidas para o Desenvolvimento Industrial (UNIDO), no Escritório das Nações Unidas em Viena (UNOV), representante permanente na Agência Internacional de Energia Atómica (AIEA) e na Organização para a Segurança e Cooperação na Europa (OSCE).

## Episcopado
Em 22 de fevereiro de 2013 foi nomeado arcebispo titular de Memphis e Núncio Apostólico pelo Papa Bento XVI. A 16 de abril de 2013 foi nomeado núncio apostólico para a Papua-Nova Guiné pelo Papa Francisco e, em 18 de maio, foi nomeado também para a nunciatura das Ilhas Salomão.
Foi consagrado em 27 de abril de 2013, na Basílica de São Pedro, por Tarcisio Bertone, Cardeal Secretário de Estado, coadjuvado por Marc Ouellet, P.S.S., prefeito da Congregação para os Bispos e por Fernando Filoni, prefeito da Congregação para a Evangelização dos Povos.
O Papa Francisco o transferiu para a nunciatura de Senegal e nomeou como delegado apostólico na Mauritânia em 19 de março de 2016. Em 9 de julho, foi nomeado também como núncio apostólico em Cabo Verde e, em 22 de agosto, foi nomeado também para a nunciatura de Guiné-Bissau. Em 13 de maio de 2017, a nunciatura da Mauritânia foi estabelecida, com a nomeação de Banach como seu núncio.
A 3 de maio de 2022, foi transferido para a nunciatura apostólica da Hungria.